# Ergasilus cotti
Ergasilus cotti is een eenoogkreeftjessoort uit de familie van de Ergasilidae. De wetenschappelijke naam van de soort is voor het eerst geldig gepubliceerd in 1892 door Kellicott.